# فنادق ومنتجعات شيراتون
فنادق ومنتجعات شيراتون (بالإنجليزية: Sheraton Hotels and Resorts) هي سلسلة فنادق دولية مملوكة لشركة ماريوت الدولية. اعتبارًا من 30 يونيو 2020، تدير شيراتون 446 فندقًا بها 155,617 غرفة على مستوى العالم، بما في ذلك مواقع في أمريكا الشمالية وأفريقيا وآسيا والمحيط الهادئ وأمريكا الوسطى والجنوبية وأوروبا والشرق الأوسط ومنطقة البحر الكاريبي، بالإضافة إلى 84 فندقًا بها 23,092 غرفة قيد الإنشاء.

## تاريخ شيراتون

### السنوات المبكرة
تعود أصول فنادق شيراتون إلى عام 1933، عندما اشترى إرنست هندرسون وروبرت مور، الزملاء في جامعة هارفارد فندق كونتيننتال في كامبريدج، ماساتشوستس. في عام 1937، اشترى هندرسون ومور شركة تدعى "Standard Investing Company" وجعلوها الشركة التي سيديرون من خلالها فنادقهم. في عام 1937 أيضًا، قاموا بشراء فندقهم الثاني، والأول كجزء من الشركة الجديدة، فندق ستونهيفن في سبرينغفيلد، ماساتشوستس، والذي كان عبارة عن مبنى سكني تم تحويله إلى فندق. حصلت السلسلة على اسمها من الفندق الثالث الذي حصل عليه الشريكان، في بوسطن، والذي كان يحتوي بالفعل على لافتة مضاءة كبيرة على السطح تقول «فندق شيراتون»، والتي كانت مكلفة للغاية لتغييرها. وبدلاً من ذلك، قرر هندرسون ومور استدعاء جميع فنادقهم بهذا الاسم.
اشترى هندرسون ومور فندق كوبلي بلازا الشهير في بوسطن في عام 1944، واستمروا في التوسع بسرعة، وشراء العقارات الموجودة على طول الساحل الشرقي من ولاية ماين إلى فلوريدا. في عام 1947، كان شيراتون أول سلسلة فنادق يتم إدراجها في بورصة نيويورك. اندمجت فنادق شيراتون مع شركة US Realty and Improvement Corp في عام 1948، وشكلت شركة شيراتون الأمريكية.

### التوسع العالمي
في عام 1950، توسعت شيراتون دوليًا، حيث دفعت 4.8 مليون دولار لشراء فنادق كاردي، وهي سلسلة من ستة فنادق في مقاطعات أونتاريو وكيبيك الكندية. في عام 1956، دفعت شيراتون 30 مليون دولار لشراء شركة Eppley Hotel Company، التي كانت آنذاك أكبر شركة فندقية مملوكة للقطاع الخاص في الولايات المتحدة، مع 22 عقارًا في ست ولايات في الغرب الأوسط. في عام 1957، افتتحت شيراتون، التي كانت تركز في السابق على الاستحواذ على فنادق قائمة، أول فندق تم بناؤه حديثًا، وهو فندق فيلادلفيا شيراتون. في عام 1958، أصبحت شيراتون أول سلسلة فنادق تمركز حجوزاتها وحوسبتها عندما قدمت Reservatron، أول نظام حجز إلكتروني تلقائي في صناعة الفنادق. في عام 1959، استحوذت شيراتون على أول ممتلكاتها خارج أمريكا الشمالية، حيث اشترت أربعة فنادق مملوكة لشركة ماتسون لاينز على شاطئ ويكيكي في هونولولو، هاواي.
شهدت أوائل الستينيات وصول أول فنادق شيراتون خارج الولايات المتحدة وكندا، مع افتتاح فندق شيراتون-تل أبيب في إسرائيل في مارس 1961؛ فندق شيراتون-كينغستون في جامايكا وفندق شيراتون-بريتيش كولونيال في ناسو، جزر الباهاما، كلاهما في عام 1962 ؛ وفندق Macuto-Sheraton خارج كاراكاس، فنزويلا، في عام 1963. في عام 1962، تم إنشاء قسم امتياز Sheraton Motor Inns لتشغيل موتيلات الطرق السريعة الكبيرة التي توفر مواقف مجانية للسيارات. في عام 1965، تم افتتاح فندق شيراتون بوسطن رقم 100 من ممتلكات شيراتون. في عام 1967، كشفت شيراتون النقاب عن Reservatron II، وهو نظام كمبيوتر للحجز الشخصي.

### استحواذ شركة ITT
قامت شركة ITT متعددة الجنسيات بشراء السلسلة في عام 1968. وفي نفس العام، باعت شركة ITT ثمانية عشر عقارًا قديمًا من شيراتون لإعادة تسميتها. تحت ملكية ITT، انتقلت شيراتون بسرعة من ملكية وتشغيل ممتلكاتها إلى نموذج جديد من الامتياز والإدارة، حيث توسعت السلسلة بشكل كبير في كل من الولايات المتحدة وخارجها.
في أواخر عام 1969، قدمت شيراتون أول رقم مجاني في قطاع الفنادق على مستوى البلاد، والذي ألغى مائتي رقم حجز محلي لشيراتون. الإعلان الإذاعي للرقفم المجاني لشيراتون "ثمانية، صفر، صفر، ثلاثة، اثنان، خمسة، ثلاثة، خمسة، ثلاثة، خمسة" "استمر طوال العقد وحتى الثمانينيات.
في عام 1970، أدخلت شيراتون مفهوم أبراج شيراتون، وهي عبارة عن مجموعة من المرافق الفاخرة «فندق داخل فندق» مصممة للمسافرين من رجال الأعمال وتقع داخل أكبر فنادق شيراتون وأكثرها تميزًا. تم افتتاح أول أبراج شيراتون في فندق شيراتون بوسطن الرائد في السلسلة.
في عام 1985، أصبحت شيراتون أول سلسلة غربية تدير فندقًا يحمل اسم شركة دولية في جمهورية الصين الشعبية، عندما تولت إدارة فندق جريت وول في بكين، والذي كان مجازفة صينية-أمريكية مضطربة مالياً، وأصبح اسمه جريت وول شيراتون.
بحلول عام 1987، وصفتهم صحيفة نيويورك تايمز بأنهم «يبلغون من العمر 50 عامًا، أكبر سلسلة فنادق في العالم، و.. يحركها المستهلك.»
تم تغيير العلامة التجارية للسلسلة باسم ITT Sheraton في عام 1990.

### مجموعة ITT شيراتون الفاخرة
في 13 يناير 1992، عينت ITT شيراتون 28 من الفنادق الرائدة و 33 من أبراج الشيراتون كمجموعة ITT شيراتون الفاخرة. كان الرائد في القسم هو The St Regis في مدينة نيويورك.
في عام 1994، اشترت شركة ITT شيراتون حصة مسيطرة في سلسلة CIGA الإيطالية، أو شركة الفنادق الإيطالية الكبرى. بدأت سلسلة CIGA بتشغيل فنادق في إيطاليا، لكنها توسعت بشكل مفرط في جميع أنحاء أوروبا قبل حدوث الركود، والذي أدى إلى الاستيلاء عليها من مالكها السابق، الآغا خان، من قبل دائنيها. تم وضع غالبية هذه الفنادق في مجموعة ITT شيراتون الفاخرة، على الرغم من وضع القليل منها في قسم شيراتون.

### فنادق Four Points شيراتون
في أبريل عام 1995، قدمت شركة شيراتون علامة تجارية لفنادق جديدة باسم Four Points by Sheraton، وهذا من أجل تعيين اسم جديد لفنادق معينة كانت باسم نُزُل شيراتون.

### استحواذ شركة ستاروود
في عام 1998، استحوذت شركة ستاروود على ITT شيراتون، تفوقت فيها على مزايدة هيلتون. تحت قيادة ستاروود، بدأت شيراتون في تجديد العديد من الفنادق وتوسيع بصمة العلامة التجارية.
بدأت ستاروود أيضًا تسويق «مجموعة الفنادق الفاخرة» كعلامة تجارية منفصلة تمامًا، على الرغم من احتوائها على عدد كبير من الفنادق التي لا تزال تسمى شيراتون. تمت إعادة تسمية معظم هذه الفنادق منذ ذلك الحين. لم يبق اليوم سوى ثلاثة من هذه الفنادق - شيراتون أديس في (أديس أبابا، إثيوبيا)، شيراتون جراند سوكومفيت في (بانكوك، تايلاند)، وشيراتون الكويت في (مدينة الكويت، الكويت).
في عام 1999، اشترت شيراتون الأسهم المتبقية في CIGA التي لم تكن تمتلكها بالفعل، مما منحها ملكية كاملة.

### استحواذ ماريوت
في عام 2016، اشترت شركة ماريوت الدولية فنادق ستاروود، وأصبحت الشركة المندمجة حديثًا (مرة أخرى) أكبر شركة للفنادق والمنتجعات في العالم.
على الرغم من أن علامة شيراتون التجارية تعبر عن الجودة في آسيا، إلا أن العقارات الفندقية القديمة جعلت السوق الأمريكية أكثر إشكالية.

## الممتلكات
|      |        | أمريكا الشمالية | أوروبا  | الشرق الأوسط وأفريقيا | آسيا والمحيط الهادي | الكاريبي وأمريكا اللاتينية |  | الإجمالي |
| ---- | ------ | --------------- | ------- | --------------------- | ------------------- | -------------------------- |  | -------- |
| 2016 | ملكيات | 196             | 062     | 030                   | 123                 | 38                         |  | 0449     |
| 2016 | غرف    | 074,350         | 017,069 | 010,015               | 047,207             | 10,183                     |  | 0158,824 |
| 2017 | ملكيات | 192             | 062     | 030                   | 122                 | 35                         |  | 0441     |
| 2017 | غرف    | 073,074         | 016,847 | 010,236               | 046,143             | 9,450                      |  | 0155,750 |
| 2018 | ملكيات | 190             | 061     | 031                   | 123                 | 36                         |  | 0441     |
| 2018 | غرف    | 072,674         | 016,580 | 010,408               | 046,073             | 9,882                      |  | 0155,617 |
| 2019 | ملكيات | 189             | 062     | 031                   | 130                 | 35                         |  | 0447     |
| 2019 | غرف    | 072,039         | 017,054 | 09,910                | 047,878             | 9,682                      |  | 0156,563 |

## معرض الصور

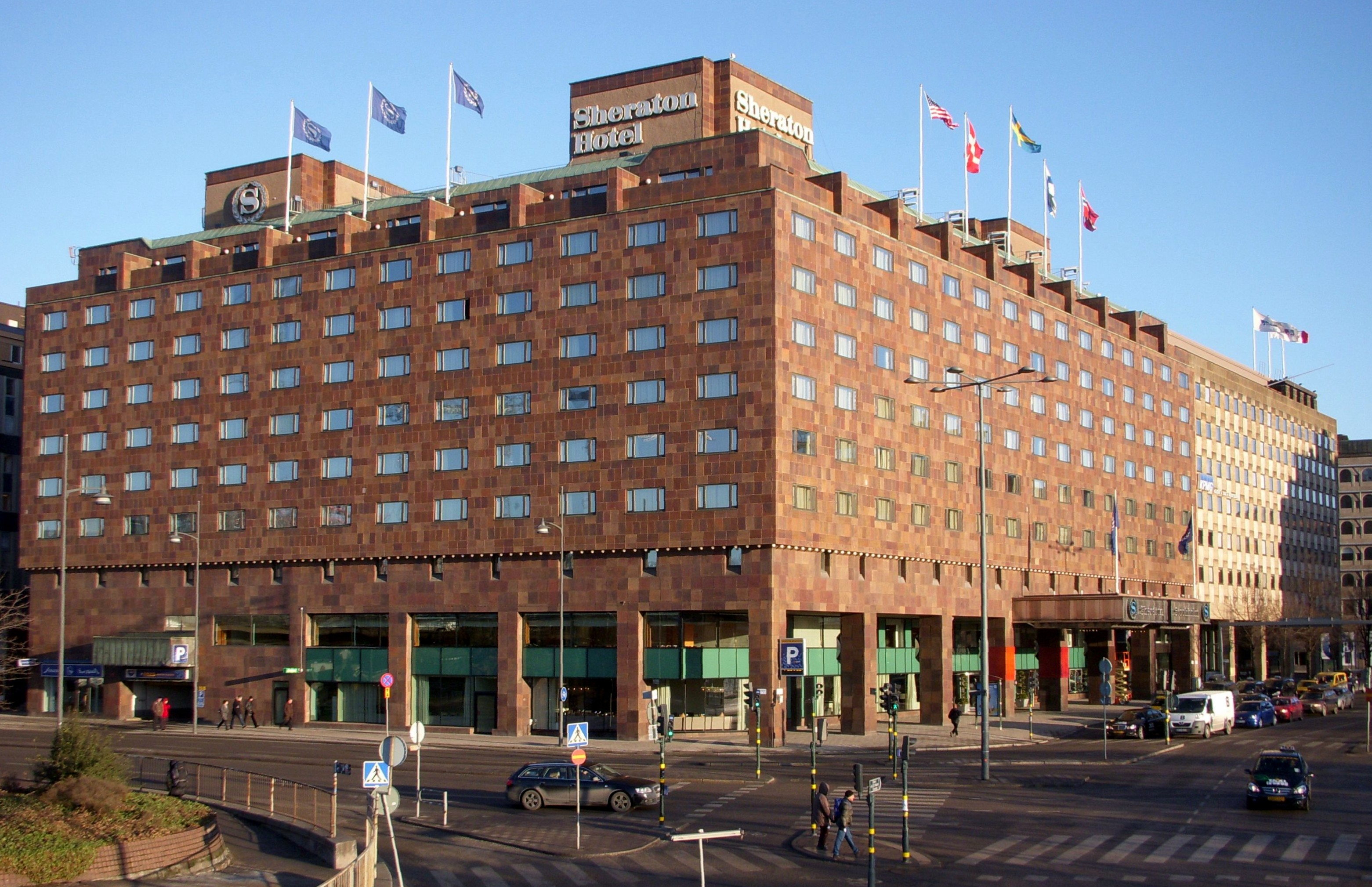
شيراتون ستوكهولم، السويد
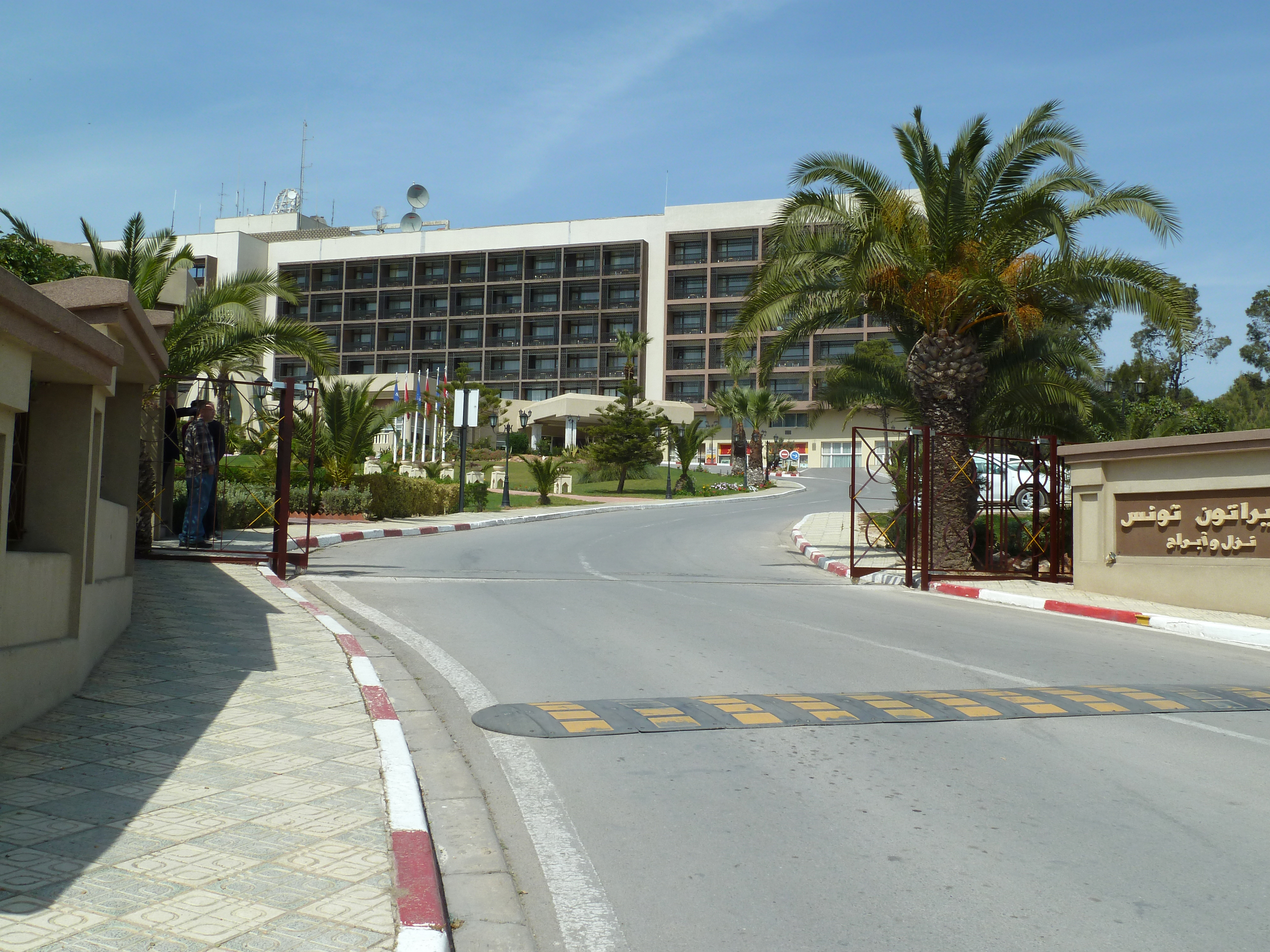
شيراتون تونس العاصمة، تونس
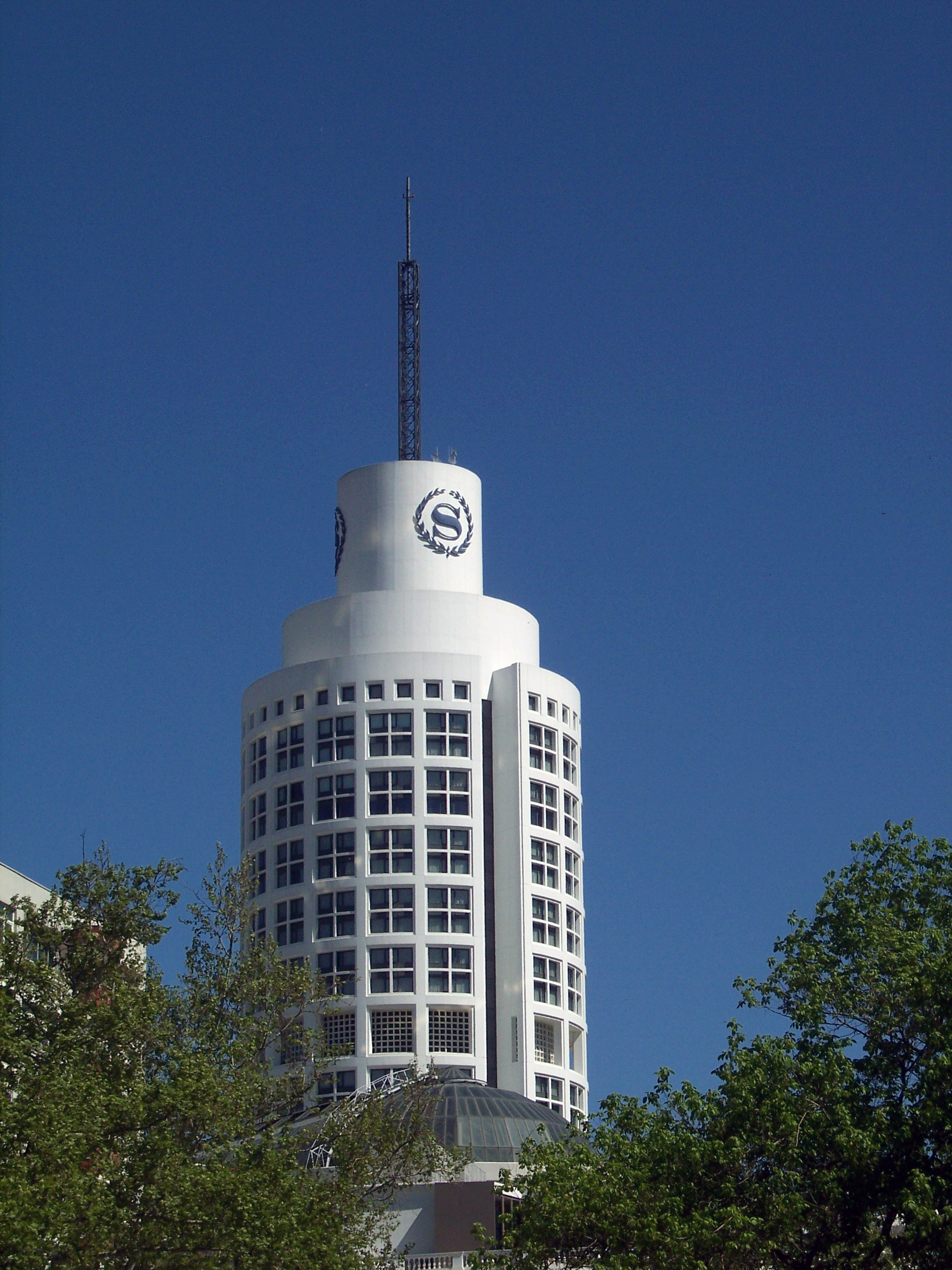
شيراتون أنقرة، تركيا
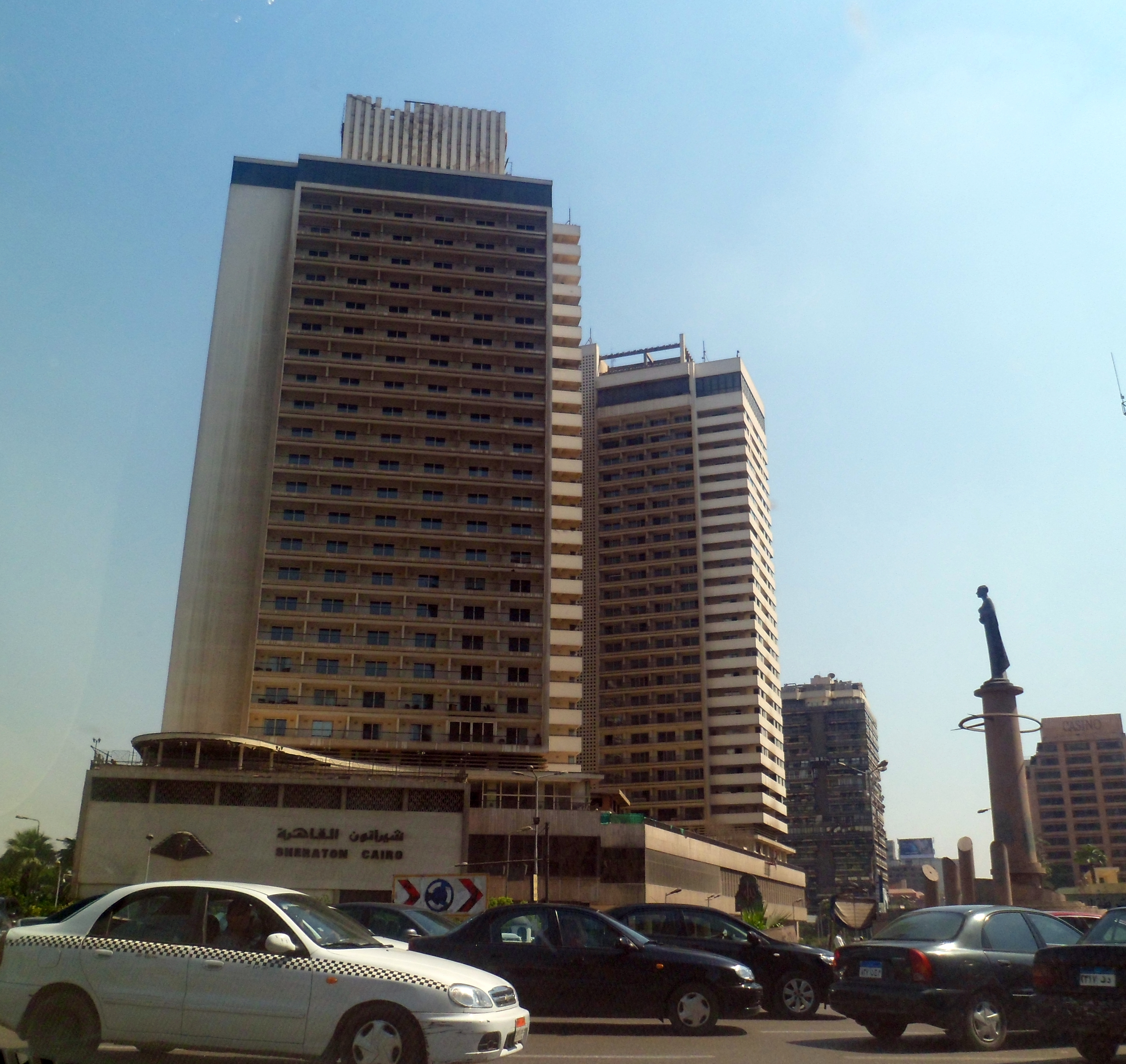
شيراتون القاهرة، مصر
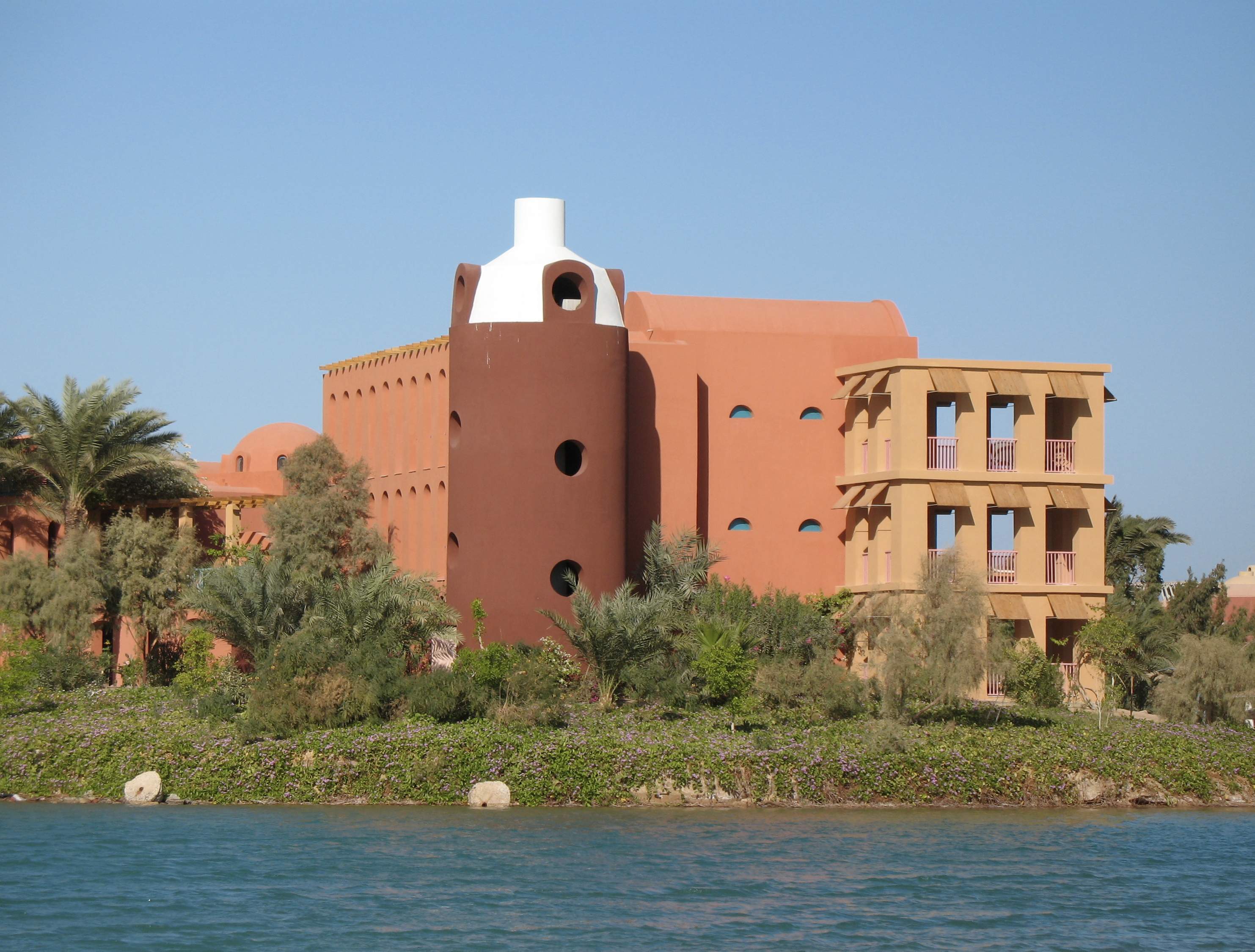
شيراتون الجونة، البحر الأحمر، مصر
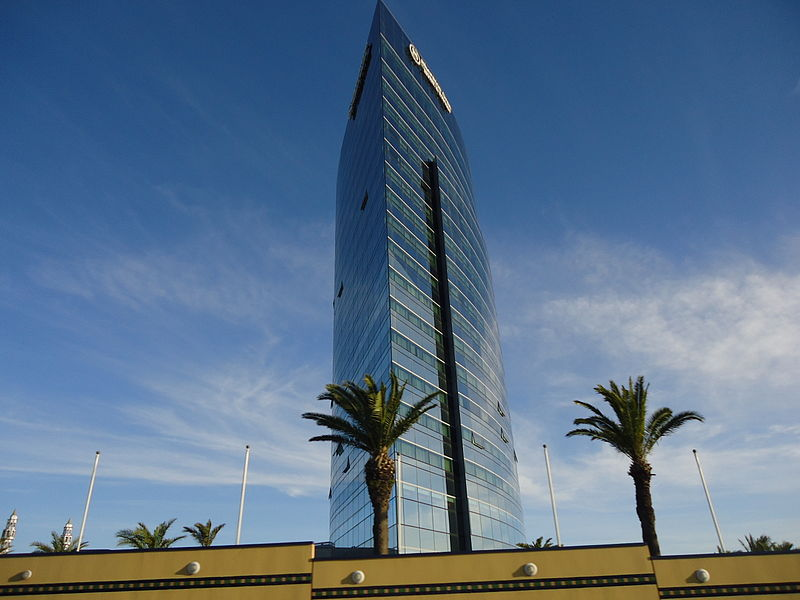
شيراتون وهران، الجزائر
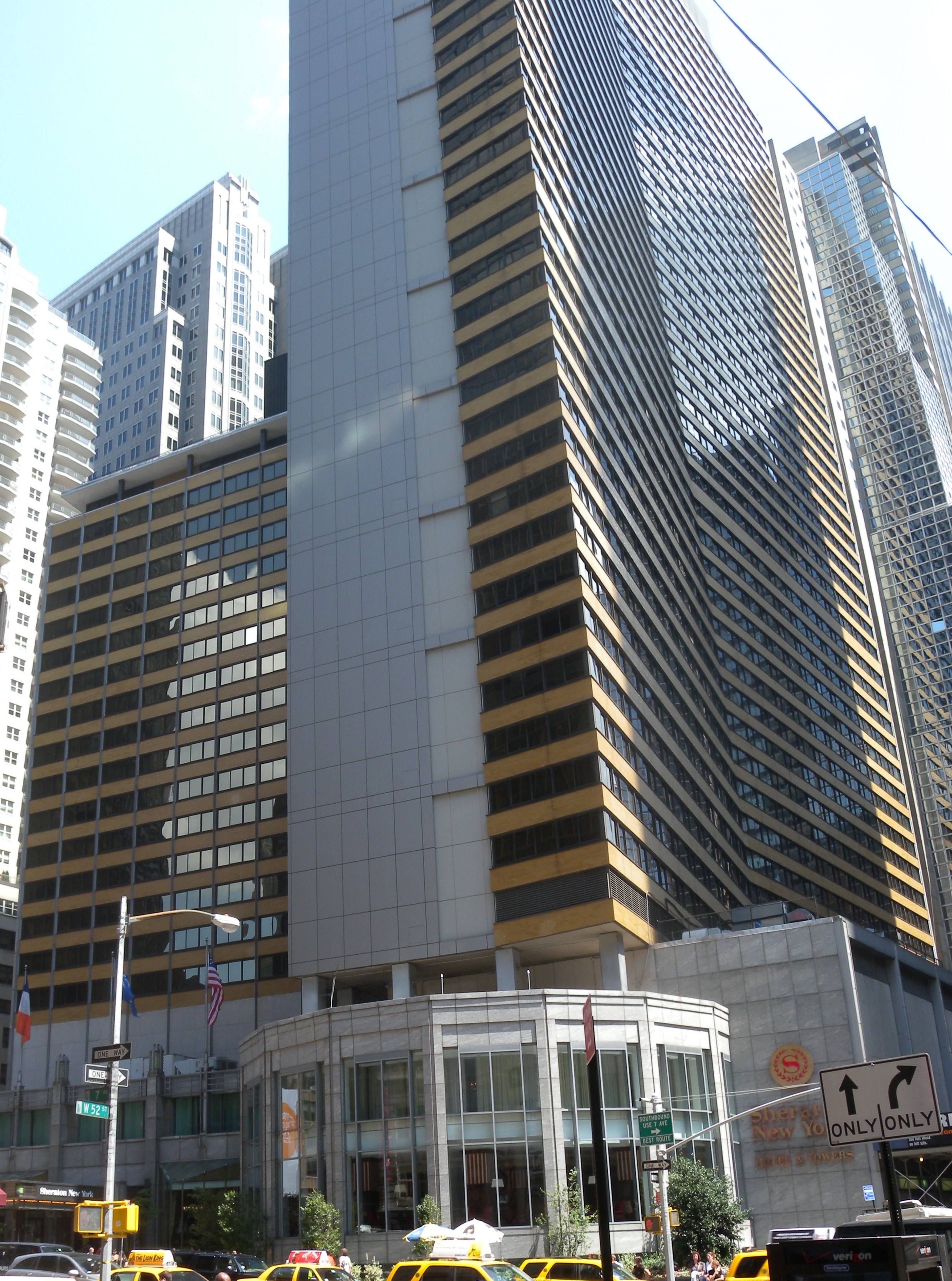
شيراتون نيويورك تايمز سكوير، مدينة نيويورك
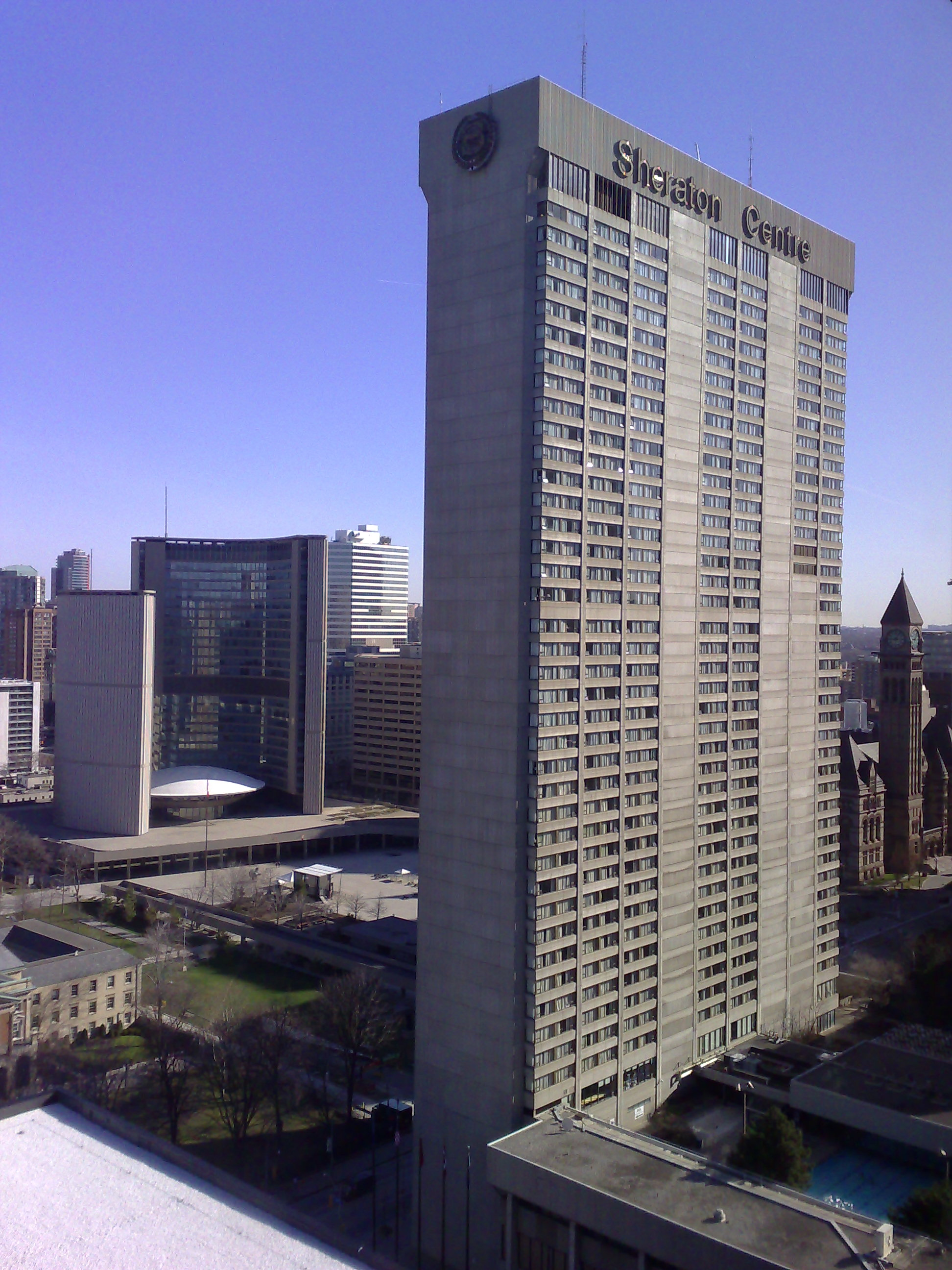
شيراتون سنتر تورنتو، تورنتو، كندا
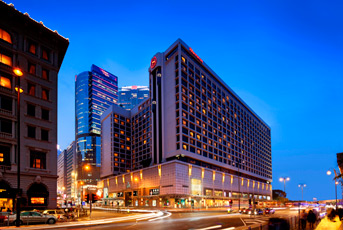
شيراتون هونج كونج